# 纪念堂站
纪念堂站是广州地铁二号线的车站，位於中国广东省廣州市越秀区连新路东风中路口以北的地底，于2002年12月29日启用。車站東側即為中山紀念堂，故以此命名。
本站的英文名稱與台北捷運的國父紀念館站相同。

## 車站結構

### 車站樓層
纪念堂站共设有三層。地面為中山紀念堂、東風中路、連新路及附近建築；地下一層為站廳層；地下二層為設備層；地下三層為2號線站台層。
本站以淺紫色为主色调，月台书法站名由时任广东省书法家协会副主席、广州市书法家协会主席连登书写。
| 地下一层 | 站廳     | 售票機、客服中心、商店、警务室、安检设施 |  |  |
| 地下二层 | 緩衝平台 | 樓梯来往站廳和站台 車站設備区            |  |  |
| 地下三层 | 2 站台   | █2号线 广州南站方向（下站：公园前）      |  |  |
|          | 岛式站台 |                                          |  |  |
|          | 1 站台   | █2号线 嘉禾望岗方向（下站：越秀公园）    |  |  |

### 站厅

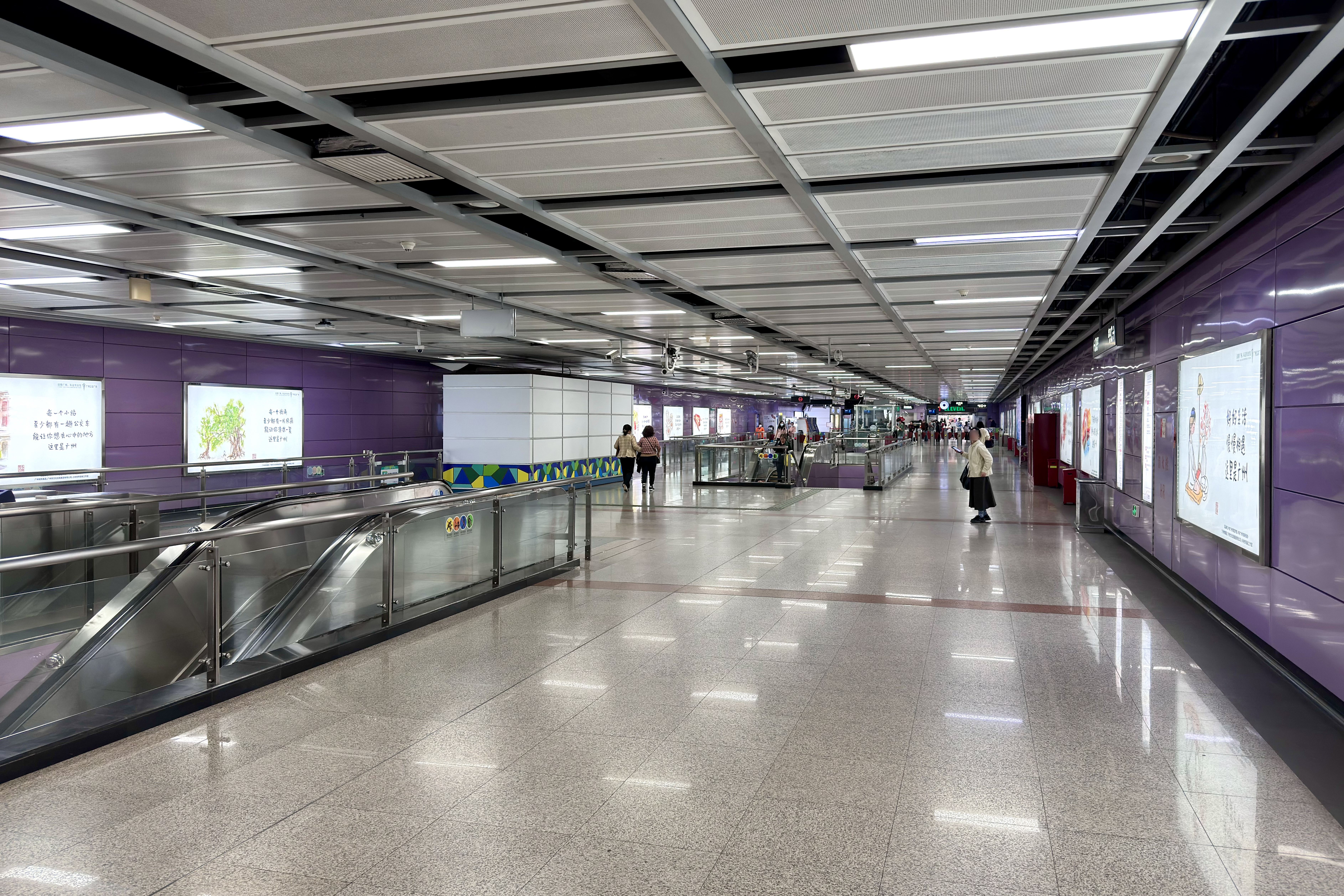
站廳

纪念堂站站厅设於地下一層。收費區位於站厅西侧处，东侧以及南北侧为行人通道及商店，收費區內設有三条扶手電梯及一组樓梯可供乘客往返月台。由于专用电梯連接站台與站廳南侧的非付费区，乘客使用時需要向車站工作人员求助以便協助使用。
現時，纪念堂站內提供不同類型的商店，例如有便利店以及鸭脖店等，主要位于大堂非收費區。此外，纪念堂站也有不少自助服務設施供乘客使用，包括自動售賣機、自助售卡/充值机等。

### 月台

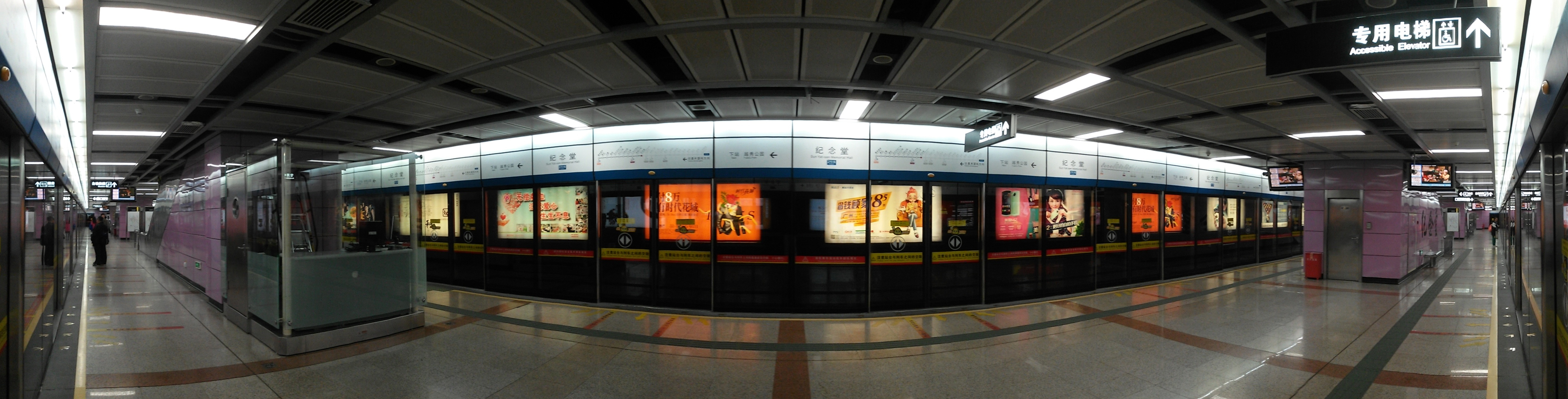
2号月台全景图

纪念堂站設有一個島式月台，位於連新路地底。

### 出入口
纪念堂站共设有三个出入口，均設於連新路西側。
|                                                     |                                                           |      |          | |
| 編號                                                | 设施                                                      | 照片 | 出口指示 | 建議前往的目的地 |
| C                                                   | 盲道标志 · 扶手电梯标志                                   |      | 连新路   | 应元路、广州中山纪念堂、三元宫、越秀公园南门、广州市第二中学、三元宫公交车站、解放北路（应元路口）公交车站、解放北路（应元路口）公交总站 |
| D1                                                  | 盲道标志 · 轮椅升降台标志 · 扶手电梯标志                  |      | 连新路   | 广州市人民代表大会常务委员会、广州市人民政府、广州市总工会、广州市知用中学、广州市第一人民医院、中山纪念堂（市总工会）公交车站（东行）   |
| D2                                                  | 盲道标志 · 轮椅升降台标志 · 无障碍通道标志 · 扶手电梯标志 |      | 东风中路 | 广东省人民政府、中山纪念堂（市总工会）公交车站（西行）、中山纪念堂（连新路）公交车站                                                     |
| 註： 設有 \| 設有 \| 設有輪椅升降台 \| 設有扶手電梯 |                                                           |      |          | |

## 接驳交通
纪念堂站周边的东风路及解放中路设有中山纪念堂（市总工会）公交车站、应元路设有三元宫公交车站，解放北路设有解放北路（应元路口）公交中途站及总站，方便乘客接驳公交前往其他地区。
| 公交 \| 编号 \| 编号 \| 线路 \| 线路 \| 线路 \| 收费 \| 备注 \| \| ---- \| ------------- \| ---------------------------- \| --------------------- \| -------------------------- \| --------------------- \| --------------------------- \| \| \| 2 \| 泮塘 \| ⇆ \| 锦城花园（东风东） \| 2元 \| \| \| \| 7 \| 石槎路（金碧新城） \| ⇆ \| 大沙头 \| 2元 \| \| \| \| 21 \| 均禾工业区（清湖村） \| ⇆ \| 解放北路（应元路口） \| 2元 \| \| \| \| 31 \| 解放北路（应元路口） \| ⇆ \| 南石西（地铁棣园站） \| 2元 \| \| \| \| 广42 \| （佛山）白沙（中海金沙湾） \| ↻ \| （广州）解放北路口 \| 2元 \| \| \| \| 56 \| 天平架 \| ⇆ \| 光塔路 \| 2元 \| \| \| \| 58A \| 唐阁村 \| ⇆ \| 解放北路（应元路口） \| 2元 \| \| \| \| 62 \| 兴民路（天汇广场） \| ⇆ \| 西湾路（唐宁花园） \| 2元 \| \| \| \| 74 \| 水秀一路 \| ⇆ \| 动物园（先烈中路） \| 2元 \| \| \| \| 80 \| 海印桥 \| ⇆ \| 同德围（金德苑） \| 2元 \| \| \| \| 85 \| 已于2023年6月18日停办 \| 已于2023年6月18日停办 \| 已于2023年6月18日停办 \| 已于2023年6月18日停办 \| 已于2023年6月18日停办 \| \| \| 133 \| 中山八路 \| ⇆ \| 龙口西（穗园小区） \| 2元 \| \| \| \| 180 \| 解放北路（应元路口） \| ⇆ \| 南洲路（小洲南路口） \| 2元 \| \| \| \| 204 \| 中山八路 \| ⇆ \| 珠江帝景苑 \| 2元 \| 经东风路 \| \| \| 209 \| 坦尾（柏悦湾） \| ⇆ \| 广州火车东站 \| 2元 \| \| \| \| 211 \| 南浦島（锦绣半岛） \| ⇆ \| 广州火车站（草暖公园） \| 3元 \| \| \| \| 229 \| 罗冲围（松南路） \| ⇆ \| 琶洲石基村（黄埔古港） \| 3元 \| \| \| \| 261 \| 大坦沙（市1中） \| ⇆ \| 鱼珠 \| 3元 \| \| \| \| 广275 \| （广州）解放北路（应元路口） \| ⇆ \| （佛山）平洲（富丰君御） \| 3元 \| \| \| \| 275A \| 已于2024年12月1日停办 \| 已于2024年12月1日停办 \| 已于2024年12月1日停办 \| 已于2024年12月1日停办 \| 已于2024年12月1日停办 \| \| \| 广276 \| （广州）南洲北路（好信广场） \| ⇆ \| （佛山）万科四季花城 \| 2–3元 \| \| \| \| 广283 \| 广州火车东站 \| ⇆ \| （佛山）万科四季花城 \| 3元 \| \| \| \| 广283中海班车 \| （广州）天河公交场 \| ⇆ \| （佛山）白沙（中海金沙湾） \| 2元 \| \| \| \| 284 \| 员村（绢麻厂） \| ⇆ \| 广园新村 \| 2元 \| \| \| \| 297 \| 黄沙 \| ⇆ \| 樂意居花園 \| 2元 \| \| \| \| 305 \| 广州碧桂园 \| ⇆ \| 罗冲围（松南路） \| 3元 \| \| \| \| 518 \| 站前路（西郊大厦） \| ⇆ \| 棠德花苑 \| 3元 \| \| \| \| 528 \| 广卫路 \| ⇆ \| 长红村（长湴街口） \| 2元 \| \| \| \| 555 \| 大坦沙（市1中） \| ⇆ \| 白云文化广场 \| 2元 \| \| \| \| B3 \| 罗冲围 \| ⇆ \| 汇彩路北 \| 2元 \| \| \| \| B4 \| 广仁路 \| ⇆ \| 天河智慧城核心区（高唐） \| 2元 \| \| \| \| B4A \| 华景新城 \| ⇆ \| 科学城（揽月路） \| 2元 \| \| \| \| B4快线 \| 已于2025年4月26日停办 \| 已于2025年4月26日停办 \| 已于2025年4月26日停办 \| 已于2025年4月26日停办 \| 已于2025年4月26日停办 \| \| \| 旅游公交1线 \| 中山八路 \| ⇆ \| 云台花园 \| 2元 \| \| \| \| 广高峰快线30 \| （广州）体育中心 \| ⇆ \| （佛山）万科四季花城 \| 2元 \| 广283路附属线路，20–30分/班 \| \| \| 夜18 \| 广州火车站（草暖公园） \| ⇆ \| 员村 \| 3元 \| \| \| \| 夜19 \| 罗冲围 \| ⇆ \| 汇彩路北 \| 4元 \| B3路附属线路 \| \| \| 夜21 \| 东山龟岗（中共三大会址） \| ⇆ \| 石井潭村 \| 3元 \| 215路附属线路 \| \| \| 夜38 \| 广卫路 \| ⇆ \| 天河智慧城核心区（高唐） \| 4元 \| B4路附属线路 \| |               |                              |                       |                            |                       |                             |
| 编号 | 编号          | 线路                         | 线路                  | 线路                       | 收费                  | 备注                        |
| | 2             | 泮塘                         | ⇆                     | 锦城花园（东风东）         | 2元                   |                             |
| | 7             | 石槎路（金碧新城）           | ⇆                     | 大沙头                     | 2元                   |                             |
| | 21            | 均禾工业区（清湖村）         | ⇆                     | 解放北路（应元路口）       | 2元                   |                             |
| | 31            | 解放北路（应元路口）         | ⇆                     | 南石西（地铁棣园站）       | 2元                   |                             |
| | 广42          | （佛山）白沙（中海金沙湾）   | ↻                     | （广州）解放北路口         | 2元                   |                             |
| | 56            | 天平架                       | ⇆                     | 光塔路                     | 2元                   |                             |
| | 58A           | 唐阁村                       | ⇆                     | 解放北路（应元路口）       | 2元                   |                             |
| | 62            | 兴民路（天汇广场）           | ⇆                     | 西湾路（唐宁花园）         | 2元                   |                             |
| | 74            | 水秀一路                     | ⇆                     | 动物园（先烈中路）         | 2元                   |                             |
| | 80            | 海印桥                       | ⇆                     | 同德围（金德苑）           | 2元                   |                             |
| | 85            | 已于2023年6月18日停办        | 已于2023年6月18日停办 | 已于2023年6月18日停办      | 已于2023年6月18日停办 | 已于2023年6月18日停办       |
| | 133           | 中山八路                     | ⇆                     | 龙口西（穗园小区）         | 2元                   |                             |
| | 180           | 解放北路（应元路口）         | ⇆                     | 南洲路（小洲南路口）       | 2元                   |                             |
| | 204           | 中山八路                     | ⇆                     | 珠江帝景苑                 | 2元                   | 经东风路                    |
| | 209           | 坦尾（柏悦湾）               | ⇆                     | 广州火车东站               | 2元                   |                             |
| | 211           | 南浦島（锦绣半岛）           | ⇆                     | 广州火车站（草暖公园）     | 3元                   |                             |
| | 229           | 罗冲围（松南路）             | ⇆                     | 琶洲石基村（黄埔古港）     | 3元                   |                             |
| | 261           | 大坦沙（市1中）              | ⇆                     | 鱼珠                       | 3元                   |                             |
| | 广275         | （广州）解放北路（应元路口） | ⇆                     | （佛山）平洲（富丰君御）   | 3元                   |                             |
| | 275A          | 已于2024年12月1日停办        | 已于2024年12月1日停办 | 已于2024年12月1日停办      | 已于2024年12月1日停办 | 已于2024年12月1日停办       |
| | 广276         | （广州）南洲北路（好信广场） | ⇆                     | （佛山）万科四季花城       | 2–3元                 |                             |
| | 广283         | 广州火车东站                 | ⇆                     | （佛山）万科四季花城       | 3元                   |                             |
| | 广283中海班车 | （广州）天河公交场           | ⇆                     | （佛山）白沙（中海金沙湾） | 2元                   |                             |
| | 284           | 员村（绢麻厂）               | ⇆                     | 广园新村                   | 2元                   |                             |
| | 297           | 黄沙                         | ⇆                     | 樂意居花園                 | 2元                   |                             |
| | 305           | 广州碧桂园                   | ⇆                     | 罗冲围（松南路）           | 3元                   |                             |
| | 518           | 站前路（西郊大厦）           | ⇆                     | 棠德花苑                   | 3元                   |                             |
| | 528           | 广卫路                       | ⇆                     | 长红村（长湴街口）         | 2元                   |                             |
| | 555           | 大坦沙（市1中）              | ⇆                     | 白云文化广场               | 2元                   |                             |
| | B3            | 罗冲围                       | ⇆                     | 汇彩路北                   | 2元                   |                             |
| | B4            | 广仁路                       | ⇆                     | 天河智慧城核心区（高唐）   | 2元                   |                             |
| | B4A           | 华景新城                     | ⇆                     | 科学城（揽月路）           | 2元                   |                             |
| | B4快线        | 已于2025年4月26日停办        | 已于2025年4月26日停办 | 已于2025年4月26日停办      | 已于2025年4月26日停办 | 已于2025年4月26日停办       |
| | 旅游公交1线   | 中山八路                     | ⇆                     | 云台花园                   | 2元                   |                             |
| | 广高峰快线30  | （广州）体育中心             | ⇆                     | （佛山）万科四季花城       | 2元                   | 广283路附属线路，20–30分/班 |
| | 夜18          | 广州火车站（草暖公园）       | ⇆                     | 员村                       | 3元                   |                             |
| | 夜19          | 罗冲围                       | ⇆                     | 汇彩路北                   | 4元                   | B3路附属线路                |
| | 夜21          | 东山龟岗（中共三大会址）     | ⇆                     | 石井潭村                   | 3元                   | 215路附属线路               |
| | 夜38          | 广卫路                       | ⇆                     | 天河智慧城核心区（高唐）   | 4元                   | B4路附属线路                |

## 利用状况
纪念堂站周邊主要為辦公大樓、省市政府機構等，附近亦有少数住宅小区及中小学校，同时车站邻近中山纪念堂，因此使用該站出入閘的人流主要为附近上班的市民、公务员以及游客。车站客流大多集中在工作日早晚时段的上下班时期，其余时段的客流则一般。因本站靠近廣州市第二中學和知用中學，因此早晚時段亦會有許多學生前往本站。逢中山紀念堂舉辦演唱會，或鄰近的越秀山體育場有體育比賽等大型活動時，本站會出現大量的客流。

## 历史
在1988年的「十字線網」規劃中，已經出現名為中山纪念堂的車站。當時該站為2號線的一座車站，位置已與現時相若。後來在1997年的《廣州市城市快速軌道交通線網規劃研究（最終報告）》，本站被確定為2號線的一座車站，並列入2號線首通段工程中。
2號線首期工程於1999年10月10日正式動工。在开通前夕，本站被定名为纪念堂站。2002年12月29日，本站隨2號線首通段（三元里至曉港）通車而啟用。跟广州地铁2006年之前开通的車站一樣，在通車初期，本站的英文站名以拼音「Ji Nian Tang」表示。2010年9月22日至24日，本站隨舊2號線一同停運，進行線路拆解；9月25日清晨，本站隨新2號線開通重啟服務。
2003年3月10日凌晨，本站D1和D2出入口的扶手电梯设施遭到人为破坏，共有9块钢板被窃贼撬走，地铁公司共损失2万多元，这是广州地铁设施首次被盗。窃案发生后，地铁公司迅速组织人员抢修，并于次日抢修完毕并重新投入使用。针对此次事件，地铁公司表示从12日起已实行全天24小时巡逻监控。

## 未来發展

### 13號線二期
13號線二期將在東風西路解放北路口設有紀念堂站，沿东风西路敷设。13号线车站全长309米，标准段宽23.5米，总建筑面积约27,600平方米。2號線规划及建設時沒有任何預留，因此兩線通過新建的換乘大廳連接進行換乘。同时13号线站点将预留24号线的换乘节点。
受限於車站週邊建築密集，同時考慮到施工時要儘量不影響東風西路和解放北路的交通，因此以暗挖方式建造13號線車站主体。车站建设需要拆除位于解放北路口横跨东风西路的行人天桥、广东国际科技中心和兴隆社区部分民房，以配合车站换乘大厅以及其它附属结构的施工。同时亦会建设下穿东风西路的过街通道，直接连接13号线车站位于东风西路两侧的出入口，取代被拆除行人天桥的功能。
2019年5月5日起至2022年5月7日，東風西路解放北路口部分車道進行圍蔽，以配合13號線二期車站的工程。车站于2022年11月21日完成初支扣拱施工，2024年7月初完成封底。

#### 车站楼层
| 地下一层 | 換乘大廳   | 前往 █2号线                             |  |  |
|          | 過街通道   | 非付費區連接东风西路两侧出入口          |  |  |
| 地下二层 | 换乘大厅   | 来往 █13号线 站廳                       |  |  |
| 地下三层 | 13号线站廳 | 售票機、客服中心、安检设施 前往换乘大厅 |  |  |
|          | 換乘通道   | 前往 █24号线 站厅                       |  |  |
| 地下四层 | 4 站台     | █13号线 朝阳方向（下站：彩虹桥）        |  |  |
|          | 岛式站台   |                                         |  |  |
|          | 3 站台     | █13号线 新沙方向（下站：仓边路）        |  |  |
|          | 换乘平台   | 前往 █24号线 站台                       |  |  |

### 24號線
24號線亦將在解放北路東風西路口南側設有紀念堂站，令紀念堂站成為三線換乘樞紐。24號線紀念堂站為地下五層島式月台車站，站台层设有换乘节点，可直接通往13號線站台。同時在車站南端設有一条存車線。存車線及上行正線更繼續沿解放北路往南延伸至公園前站附近，並預留繼續往南延伸的條件。
车站原计划设置为分离式站厅站台车站，并采用矿山法暗挖施工；但该施工方案会对解放北路上跨东风路跨线桥的结构安全造成隐患，安全风险高，故改为局部迁改桥梁设计，并使用明挖法施工，车站亦改为标准的岛式站台站。车站建设时将建设临时钢便桥，建成后将复建高架桥。临时钢便桥于2024年11月开始建设。